# GrandVision
GrandVision es una empresa holandesa de distribución de componentes ópticos. Con marcas como Grand Optical, Solaris, Óptica2000 o +Vision, el grupo GrandVision es uno de los líderes mundiales en productos ópticos al por menor y controla más de 7.000 establecimientos de venta en más de 40 países. Su CEO es Stephan Borchert.

## Historia
Las raíces de GrandVision se remontan a 1891, cuando Christian Nissen abrió su primera tienda de óptica en Helsinki, Finlandia. Sin embargo, fue en 1996 cuando la compañía multinacional de inversiones HAL Holding inició la compra de pequeñas enseñas nacionales. En 1997, el grupo adquiere Vision Express, presente sobre todo en Reino Unido e Irlanda. Más tarde adquirió cadenas de tiendas ópticas de Holanda y Bélgica, que fusionó con Pearle Vision, en adelante Pearle Europa. En 2005 se unen al minorista óptico francés GrandVision SA, creando GrandVision. La fusión de las compañías agrupa a más de 4 000 tiendas y da una cifra de negocio de 2.500 millones de dólares.
En 2015, GrandVision adquiere la compañía óptica For Eyes, presente en Estados Unidos con más de 100 tiendas.
En 2019, el grupo español El Corte Inglés vende a GrandVision la marca Óptica2000, con 106 tiendas en los propios almacenes de la compañía española por una cantidad no desvelada.
En 2021, el grupo EssilorLuxottica compra GrandVision, dueño de +Visión y Óptica2000 en España, por 7.105 millones de euros.